# Farul Roter Sand

Farul Roter Sand

Farul Roter Sand este situat la țărmul Mării Baltice, Germania. El a fost construit în anul 1885, la început a servit ca far pentru orientarea navelor pe mare, azi este scos din funcțiune. Totuși turnul mai servește ziua ca reper de orientare pentru stabilirea adâncimii apei.